# 硬叶山兰
硬叶山兰（学名：Oreorchis nana）为兰科山兰属下的一个种。

## 扩展阅读
- 維基物種上的相關：硬叶山兰